# Louise Haigh
Louise Margaret Haigh, née le 22 juillet 1987 à Sheffield, est une femme politique britannique, membre du Parti travailliste. 
Elle est secrétaire d'État aux Transports du cabinet fantôme depuis 2021 après avoir été secrétaire d'État pour l'Irlande du Nord du cabinet fantôme de 2020 à 2021. À la suite de la victoire des travaillistes lors des élections générales de 2024, elle est Secrétaire d'État aux Transports dans le gouvernement de Keir Starmer du 5 juillet 2024 au 29 novembre 2024.
Elle est députée pour Sheffield Heeley depuis 2015, le plus jeune parlementaire travailliste de ce Parlement . 

## Jeunesse
Haigh grandit sur Abbeydale Road, Sheffield, et vit maintenant à Norfolk Park, Sheffield. Elle fait ses études à Sheffield High School, une école indépendante. Elle étudie ensuite le gouvernement et l'économie à la London School of Economics mais ne termine pas le cours, et choisit d'étudier la politique à l'Université de Nottingham. Son grand-père et son oncle sont des dirigeants syndicaux. 
Après avoir obtenu son diplôme, Haigh travaille pour le service des jeunes du conseil local entre 2006 et 2008. Elle travaille ensuite au Parlement, où elle est la coordinatrice du Groupe parlementaire multipartite sur la responsabilité internationale des entreprises. Pendant ce temps, elle est également déléguée syndicale Unite the Union et se porte volontaire comme gendarme spécial dans la gendarmerie spéciale métropolitaine entre 2009 et 2011. 
Depuis 2012, Haigh travaille pour Aviva en tant que responsable des politiques publiques, responsable de la gouvernance d'entreprise et de la politique d'investissement responsable,,. 

## Carrière politique

### Député de Sheffield Heeley
Haigh est sélectionnée pour représenter le Parti travailliste à Sheffield Heeley en mai 2014. Elle est élue pour la première fois au Parlement lors des élections générales de mai 2015 et réélue en juin 2017 et décembre 2019.     
En novembre 2016, Haigh présente un projet de loi d'initiative parlementaire appelant à un congé statutaire du travail pour les donneurs d'organes vivants, après qu'un électeur se soit plaint de se voir accorder trois jours de vacances sans solde après avoir donné de la moelle osseuse. 
En avril 2019, Haigh présente un projet de loi d'initiative parlementaire qui supprimerait les droits parentaux automatiques des pères d'enfants conçus après un viol. Le projet de loi ouvrirait également une enquête sur le traitement par le tribunal de la famille des violences et violences domestiques à l'égard des femmes et des filles. Ce projet de loi découle du travail de Haigh avec Sammy Woodhouse, une survivante de l'exploitation sexuelle des enfants, pour accroître la protection des victimes d'abus.

### Ministre fantôme
En septembre 2015, elle est nommée ministre de la fonction publique et de la réforme numérique dans le cabinet fantôme. Le rôle, récemment élargi sous Jeremy Corbyn couvre la stratégie numérique du gouvernement, la loi sur la liberté d'information, la sécurité des données et la vie privée. Dans ce poste, Haigh critique un remaniement des secrétaires permanents en 2016 qui voit deux femmes de moins à la tête des départements. Elle s'oppose à la fermeture du bureau du Département des affaires, de l'innovation et des compétences dans le centre-ville de Sheffield, affirmant que la décision démontrait un "mépris" pour la ville. 
Le 10 octobre 2016, elle est nommée ministre fantôme de l'économie numérique. Elle participe à ce titre aux débats sur la loi sur l'économie numérique (2017) et introduit un certain nombre d'amendements, notamment l'obligation pour les télédiffuseurs d'inclure des sous-titres et du sous-titrage dans le contenu en ligne à la demande, qui est adopté par un amendement gouvernemental ultérieur. Elle exprime à plusieurs reprises ses préoccupations concernant la protection des enfants en ligne, notamment en appelant les sociétés de médias sociaux à reconnaître "qu'en plus de leur nouveau pouvoir, elles ont des responsabilités" dans la gestion des contenus préjudiciables et illégaux. 
Elle appelle également à une éducation en ligne obligatoire parallèlement à une éducation sexuelle et relationnelle dans les écoles, citant une augmentation de 800% des enfants contactant le NSPCC au sujet des abus en ligne. 
Le 3 juillet 2017, elle est nommée ministre fantôme de la police. Haigh appelle à une plus grande protection des policiers impliqués dans des poursuites en véhicule, affirmant que les règles actuelles "entravent la capacité de la police à appréhender les délinquants très graves". Dans ce rôle, elle a soulevé la question du stress et de la santé mentale des agents, citant une augmentation de 77% des congés d'agents en raison de problèmes de santé mentale entre 2014 et 2018. Elle a appelé à une "approche de santé publique" pour réduire les crimes violents et a attribué la hausse de la criminalité aux coupes budgétaires des gouvernements et des autres services publics.

### Secrétaire d'État fantôme pour l'Irlande du Nord (2020-2024)
Le 6 avril 2020, elle remplace Tony Lloyd en tant que secrétaire d'État fantôme par intérim pour l'Irlande du Nord, à la suite de l'hospitalisation de Lloyd touché par le COVID-19. Le 28 avril 2020, Lloyd démissionne de son poste pour se concentrer sur le rétablissement, et Haigh le remplace définitivement.

### Élections des dirigeants travaillistes
Haigh est l'un des 36 parlementaires travaillistes à proposer Jeremy Corbyn comme candidat aux élections à la direction du parti travailliste de 2015. Cependant, elle soutient et fait campagne pour Andy Burnham. 
Lors des élections à la direction du Parti travailliste de 2016, Haigh soutient Owen Smith. 
Lors des élections à la direction de 2020, Haigh dirige la campagne à la direction de Lisa Nandy. Elle soutient Angela Rayner pour le poste de chef-adjoint.

### Ministre des Transports dans le cabinet Starmer
À la suite de la victoire des travaillistes lors des élections générales de 2024, elle est nommée le 5 juillet 2024 Secrétaire d'État aux Transports dans le gouvernement de Keir Starmer. Elle démissionne le 29 novembre 2024, remplacée par Heidi Alexander.